# Škoda ForCity Plus Bratislava
|                                                                         | 29T | 30T |
| ----------------------------------------------------------------------- | --- | --- |
| 29T2 von der Türseite (links) und 30T2 von der linken Türseite (rechts) | | |
| Nummerierung:                                                           | 29T1: 7401–7415 29T2: 7416–7430 29T3: 7431–7450                                                                  | 30T0: 7501–7502 30T1: 7503–7515 30T2: 7516–7530 30T3: 7531–7540                                                  |
| Anzahl:                                                                 | 50 + 10 bestellt                                                                                                 | 40 |
| Hersteller:                                                             | Škoda Transportation                                                                                             | Škoda Transportation                                                                                             |
| Plattform                                                               | ForCity Plus | ForCity Plus |
| Baujahr(e):                                                             | 29T1: 2015 29T2: 2015–2016 29T3: 2023                                                                            | 30T0: 2014 30T1: 2015 30T2: 2015 30T3: 2024                                                                      |
| Achsformel:                                                             | Bo’2’Bo’Bo’ | Bo’2’Bo’Bo’ |
| Spurweite:                                                              | 1000 mm (Meterspur)                                                                                              | 1000 mm (Meterspur)                                                                                              |
| Länge:                                                                  | 32 495 mm | 32 495 mm |
| Höhe:                                                                   | 3560 mm | 3560 mm |
| Breite:                                                                 | 2480 mm | 2480 mm |
| Drehgestellachsstand:                                                   | 1800 mm | 1800 mm |
| Kleinster bef. Halbmesser:                                              | 25 m | 25 m |
| Leermasse:                                                              | 47,4 t | 47,5 t |
| Höchstgeschwindigkeit:                                                  | 65 km/h | 65 km/h |
| Dauerleistung:                                                          | 6 × 100 kW | 6 × 100 kW |
| Raddurchmesser:                                                         | 620 mm (neu) 540 mm (verschlissen)                                                                               | 620 mm (neu) 540 mm (verschlissen)                                                                               |
| Stromübertragung:                                                       | Einholmstromabnehmer                                                                                             | Einholmstromabnehmer                                                                                             |
| Antrieb:                                                                | Drehstrom-Asynchronmaschinen                                                                                     | Drehstrom-Asynchronmaschinen                                                                                     |
| Betriebsart:                                                            | Einrichtungswagen                                                                                                | Zweirichtungswagen                                                                                               |
| Sitzplätze:                                                             | 69 | 52 |
| Stehplätze (4/m²):                                                      | 138 | 152 |
| Niederfluranteil:                                                       | ca. 85 % | ca. 85 % |
| Fußbodenhöhe:                                                           | Einstieg: 350 mm Niederflurbereiche: 360 mm Durchgang über mittleren Fahrwerken: 515 mm Hochflurbereiche: 790 mm | Einstieg: 350 mm Niederflurbereiche: 360 mm Durchgang über mittleren Fahrwerken: 515 mm Hochflurbereiche: 790 mm |
| Belege:                                                                 | [ 1 ] | [ 1 ] |

Die niederflurigen Straßenbahn-Fahrzeugtypen 29T und 30T des Herstellers Škoda werden seit 2014 für die Straßenbahn Bratislava gebaut. Es handelt sich um fünfteilige Gelenkwagen einer kombinierten Bauform, wie Škoda sie allgemein als ForCity Plus vermarktet. 29T heißen die Einrichtungswagen, 30T die Zweirichtungswagen.

## Beschaffung und Einsatz
2013 gewann Škoda zwei Ausschreibungen zur Herstellung von je 30 Ein- und Zweirichtungswagen. Diese wurden schließlich von 2014 bis 2016 ausgeliefert. Dabei wurden einzelne Lieferserien als 29T1 und 29T2 sowie 30T0, 30T1 und 30T2 unterschieden.

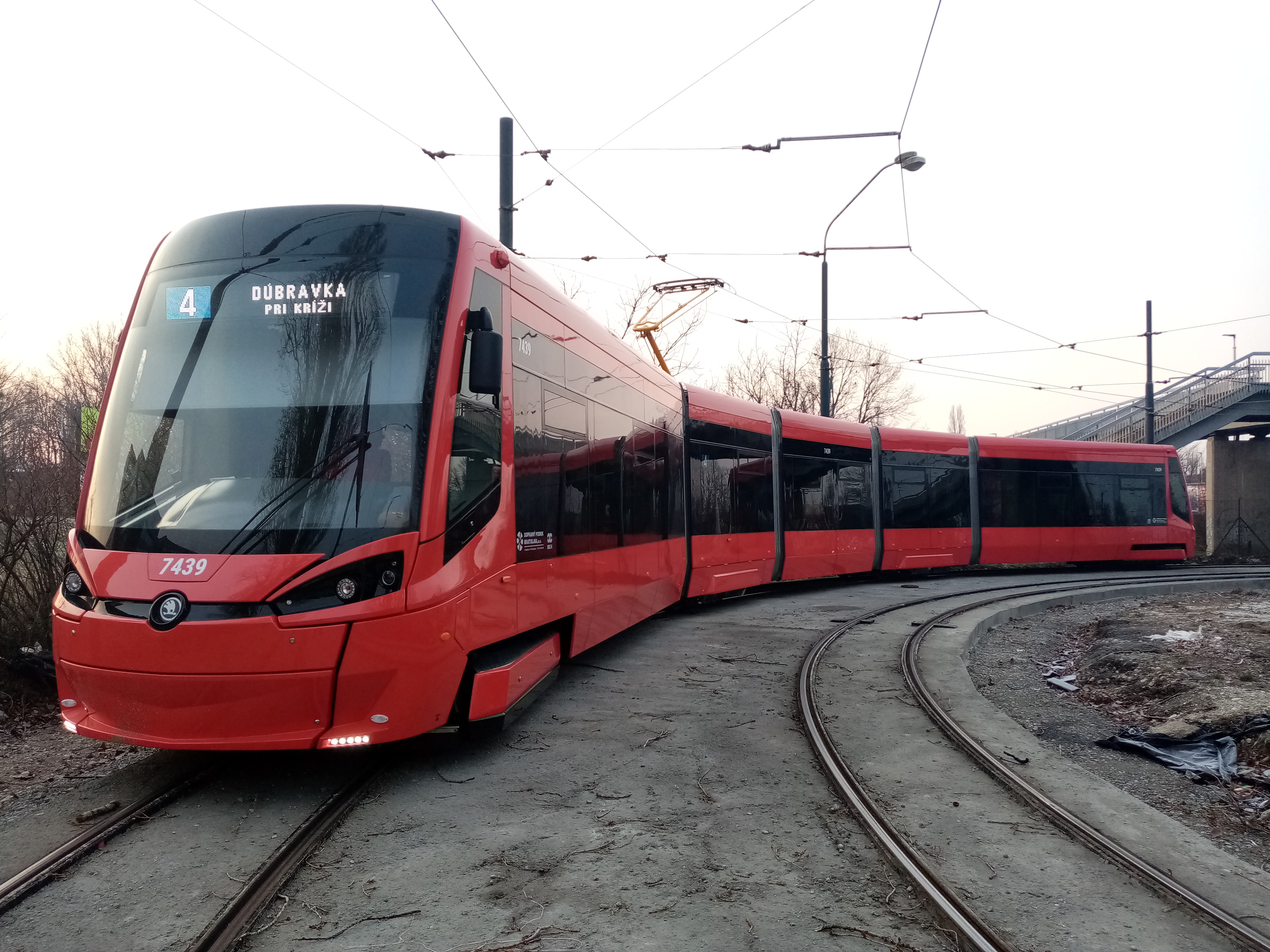
29T3

2022 gewann Škoda noch einmal zwei Ausschreibungen über 30 Ein- und zehn Zweirichtungswagen gegen zwei bzw. einen Mitbewerber. Bei den nur geringfügig angepassten Wagen wurden die Typenbezeichnungen 29T und 30T beibehalten. 2023 erfolgte die Lieferung von 20 Wagen der Lieferserie 29T3, 2024 von zehn Wagen der Lieferserie 30T3. Weitere zehn 29T sollen bis Mitte 2026 folgen. Sichtbare Unterschiede zu den Wagen aus den ersten Ausschreibungen sind mehrfarbige Zielanzeigen sowie ein schwarz statt silber lackierter Bereich im Bereich der Front- und Heckscheinwerfer.
Als einzige Zweirichtungswagen der Straßenbahn Bratislava wurden die 30T von 2016 bis 2025 insbesondere für die Bedienung der Strecke in den Stadtteil Petržalka benötigt, solange diese nicht über den provisorischen Endpunkt Jungmannova hinaus in Betrieb war.

## Technik und Aufbau
Die Endwagenteile laufen jeweils auf einem Triebdrehgestell und sind auf den zweiten bzw. vierten Wagenteil aufgesattelt. Der zweite Wagenteil läuft auf einem nur geringfügig gegenüber dem Wagenkasten ausdrehbaren Lauffahrwerk, der vierte Wagenteil auf einem ebenfalls nur geringfügig ausdrehbaren Triebfahrwerk. Der dritte Wagenteil ohne eigenes Fahrwerk ist zwischen diesen eingehangen. Je Einstiegsseite verfügt das Fahrzeug über fünf Doppeltüren mit einer lichten Weite von je 1300 mm. In den Endwagenteilen sind je zwei Türen zwischen Drehgestell und Gelenk angeordnet, im fahrwerkslosen Mittelteil ist die Tür außermittig zum zweiten Wagenteil hin angeordnet. Beim 30T liegen die Türen sich jeweils direkt gegenüber.
In allen Drehgestellen und Fahrwerken werden klassische Radsätze mit durchgehenden Radsatzwellen und gummigefederten Rädern verwendet. Die flüssigkeitsgekühlten Drehstrom-Asynchronmaschinen sind längs an den Seiten angeordnet, haben eine Dauerleistung von je 100 kW bei 2220 Umdrehungen pro Minute und treiben je einen Radsatz an. Der Antrieb ist teilweise abgefedert (halbreitend). Über den Drehgestellen liegt der Fußboden hochflurig 790 mm über der Schienenoberkante. Da sich jedoch die Führerstände über den Drehgestellen befinden, sind die hochflurigen Bereiche des Fahrgastraums hinter diesen relativ klein. Um sie zu erreichen, müssen von den Niederflurbereichen auf 360 mm aus zwei Stufen überwunden werden. Zu den Türen hin ist der Boden leicht auf 350 mm abgesenkt. Über den weitgehend drehfesten mittleren Fahrwerken liegt der Boden im Durchgang 515 mm hoch und ist durch Rampen mit den Niederflurbereichen verbunden. Seitlich des Gangs liegt der Boden zwischen den Radkästen etwas höher. Nur über diesen Fahrwerken sind beidseitig Doppelsitze angeordnet. Es verbleibt eine Gangbreite von 580 mm.

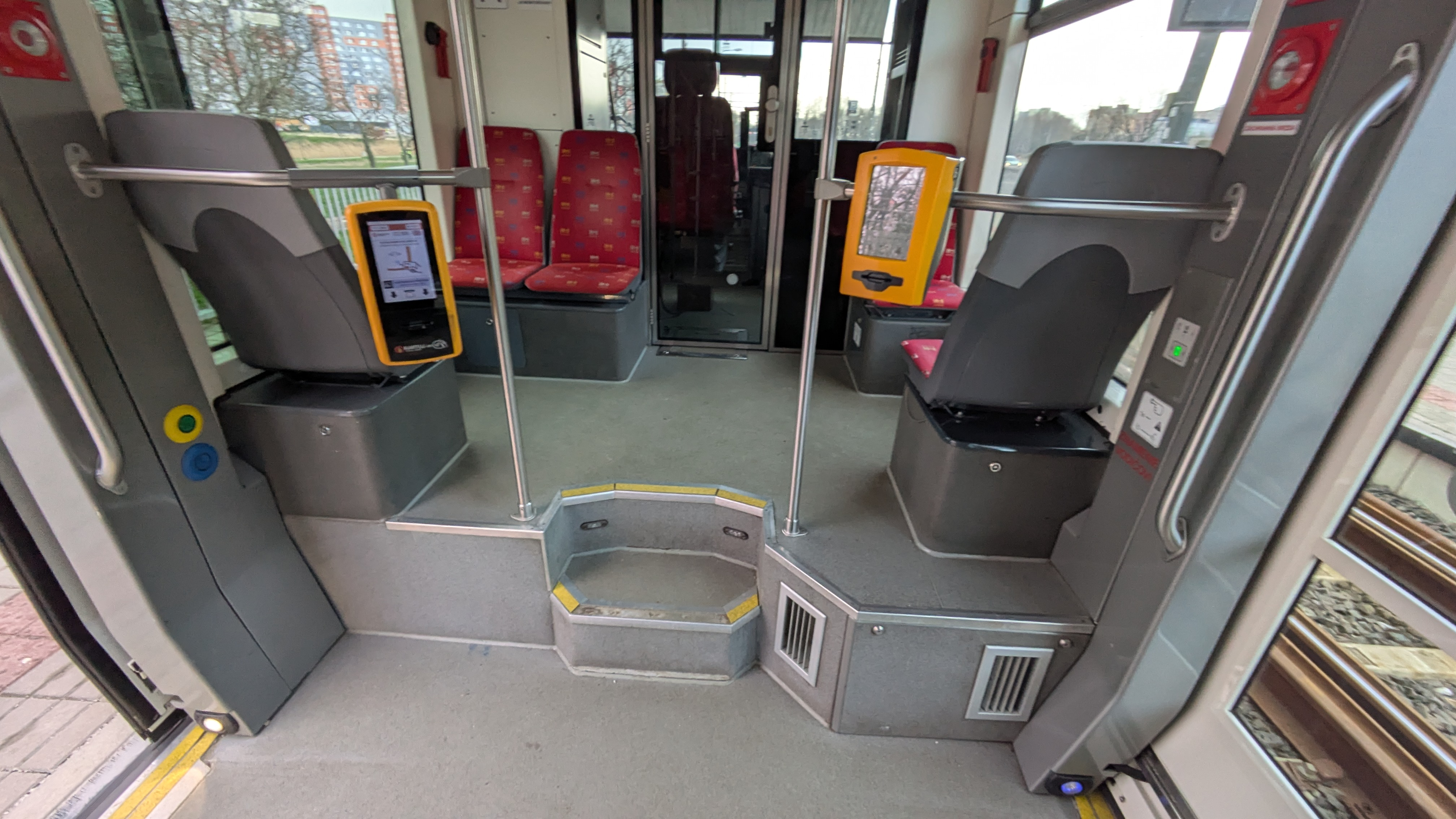
Fahrgastraum über einem Triebdrehgestell mit Führerstand
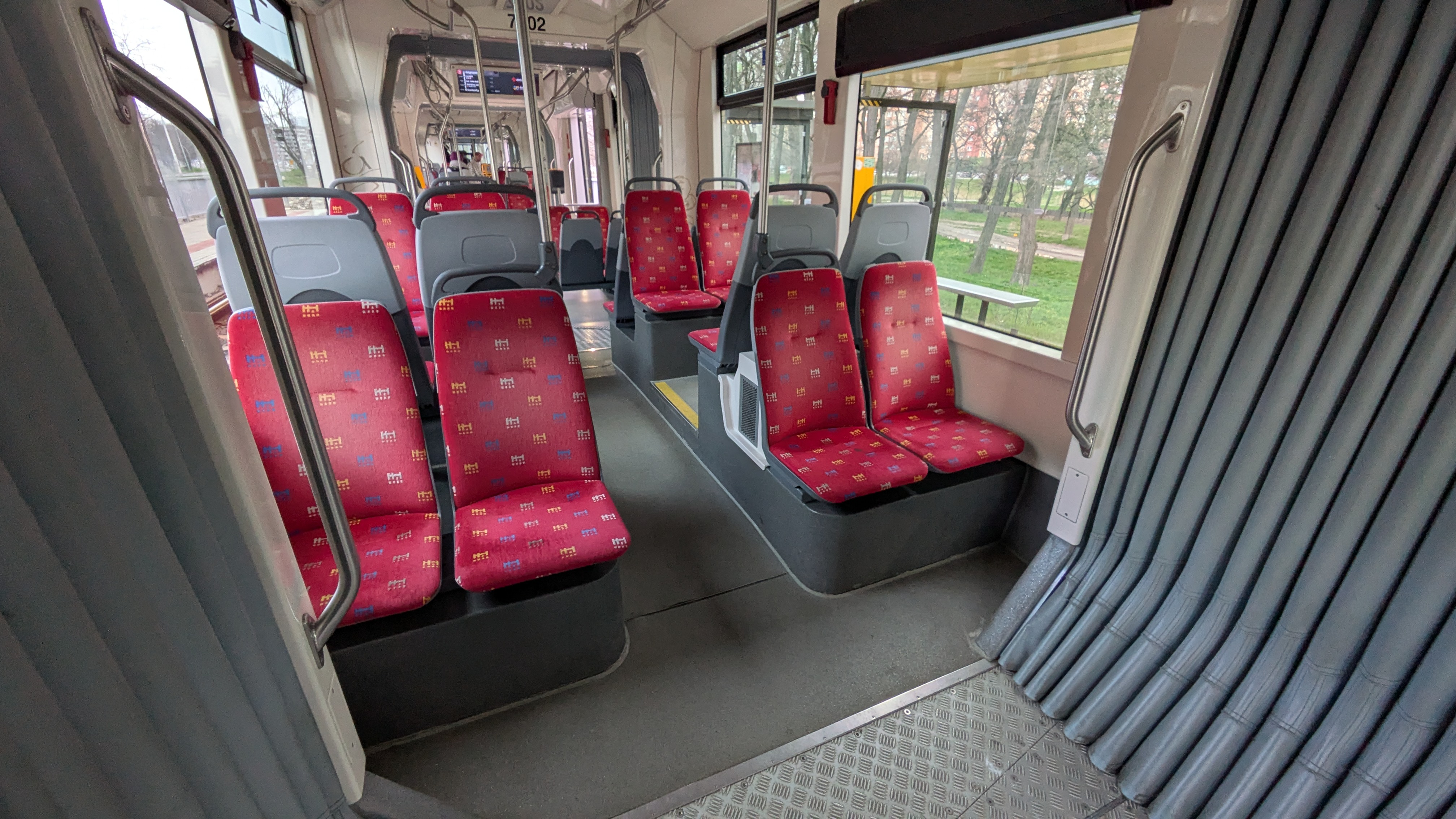
Fahrgastraum über einem mittleren Fahrwerk
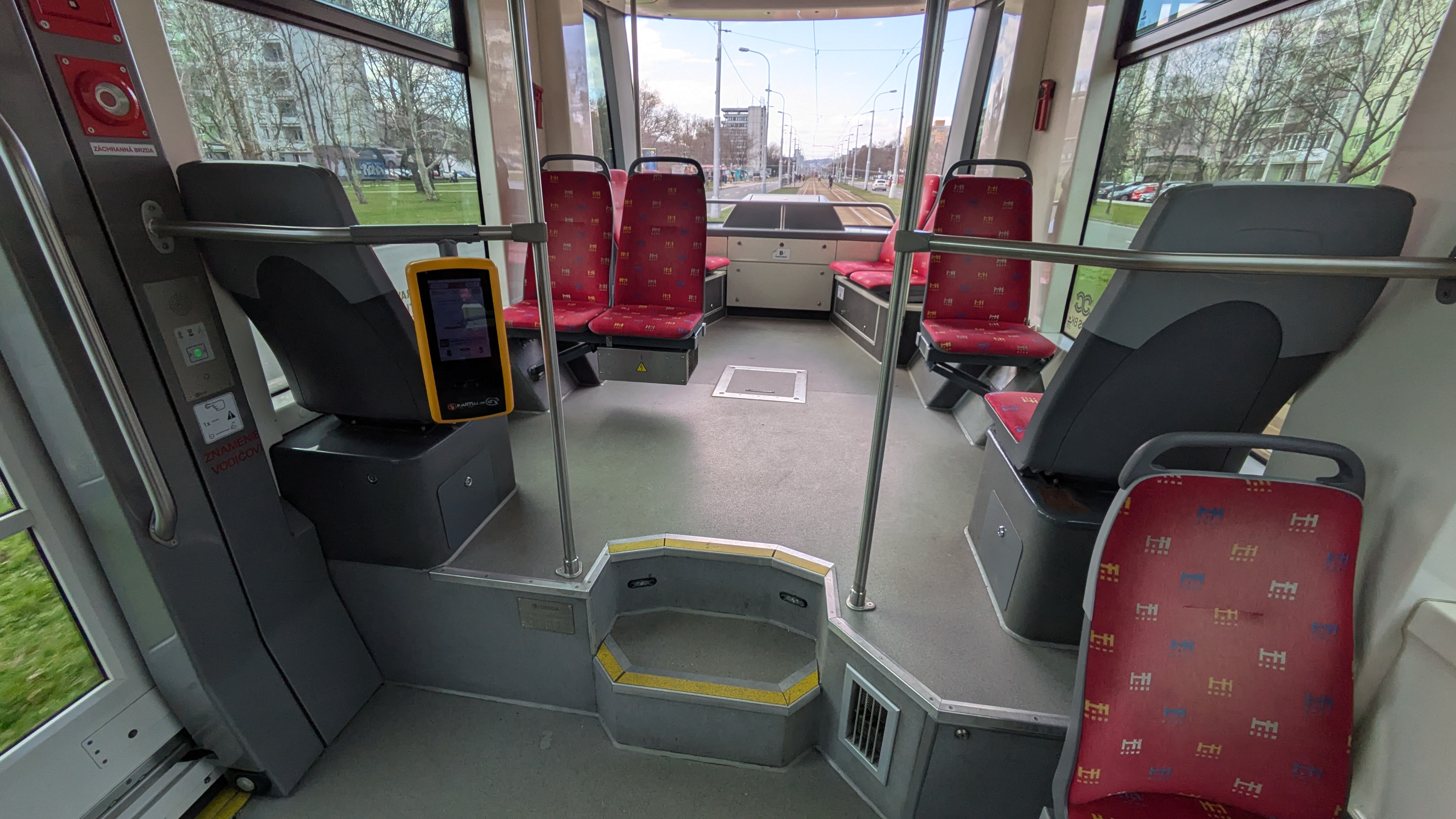
Fahrgastraum über einem Triebdrehgestell am Heck eines 29T

Die 2,48 Meter breiten Wagenkästen sind geschweißte Stahlkonstruktionen. Die Distanz zwischen den Drehpunkten der Enddrehgestelle und der Gelenke beträgt 7215 mm. Die beiden Fahrwerksmittelteile sind mit je 4330 mm zwischen den Gelenkdrehpunkten deutlich kürzer als diejenigen des ForCity Plus FCB. Beim fahrwerkslosen Mittelteil beträgt die Distanz zwischen den Gelenkdrehpunkten 4705 mm.